# Waldhäuser (Dittersdorf)
Waldhäuser ist der kleinste Ortsteil von Dittersdorf in der Verwaltungsgemeinschaft Seenplatte im Saale-Orla-Kreis in Thüringen.

## Eingemeindung
Waldhäuser gehörte zur Gemeinde Chursdorf. Mit dem Thüringer Gesetz zur freiwilligen Neugliederung kreisangehöriger Gemeinden im Jahr 2013 wurde die Gemeinde Chursdorf zum 31. Dezember 2013 in die Gemeinde Dittersdorf eingemeindet und Waldhäuser wurde ein Ortsteil von Dittersdorf.